# Arcelor
Arcelor était un groupe sidérurgique européen ayant son siège social au Luxembourg. Il est né de la fusion en 2002 de trois sidérurgistes européens : Aceralia (Espagne), Arbed (Luxembourg) et Usinor (France). Le 26 juillet 2006, il disparaît, absorbé par Mittal Steel Company, après une intense bataille boursière.
Le groupe Arcelor a été le premier producteur mondial d'acier avec 42,8 millions de tonnes (4,5 % du marché mondial) jusqu'en octobre 2004, lorsque la création du groupe Mittal lui ravit cette première place. En 2003, son chiffre d'affaires annuel s'élève à 25,9 milliards d'euros, pour un résultat net de 257 millions. Le groupe employait environ 98 000 personnes dans 60 pays.
Le 28 janvier 2006, Mittal Steel Company annonce une offre publique d'achat hostile sur Arcelor pour 18,6 milliards d'euros. Arcelor se défend vigoureusement, constatant que seulement un quart de l'offre est payée en espèces et qu'il dispose de 17,6 milliards d'euros de fonds propres. Fin février 2006, après une hausse d'Arcelor, la capitalisation boursière des deux groupes est presque identique.
La fusion des deux groupes a donné lieu à la naissance d'ArcelorMittal en 2006 (Euronext : MT).

## Histoire

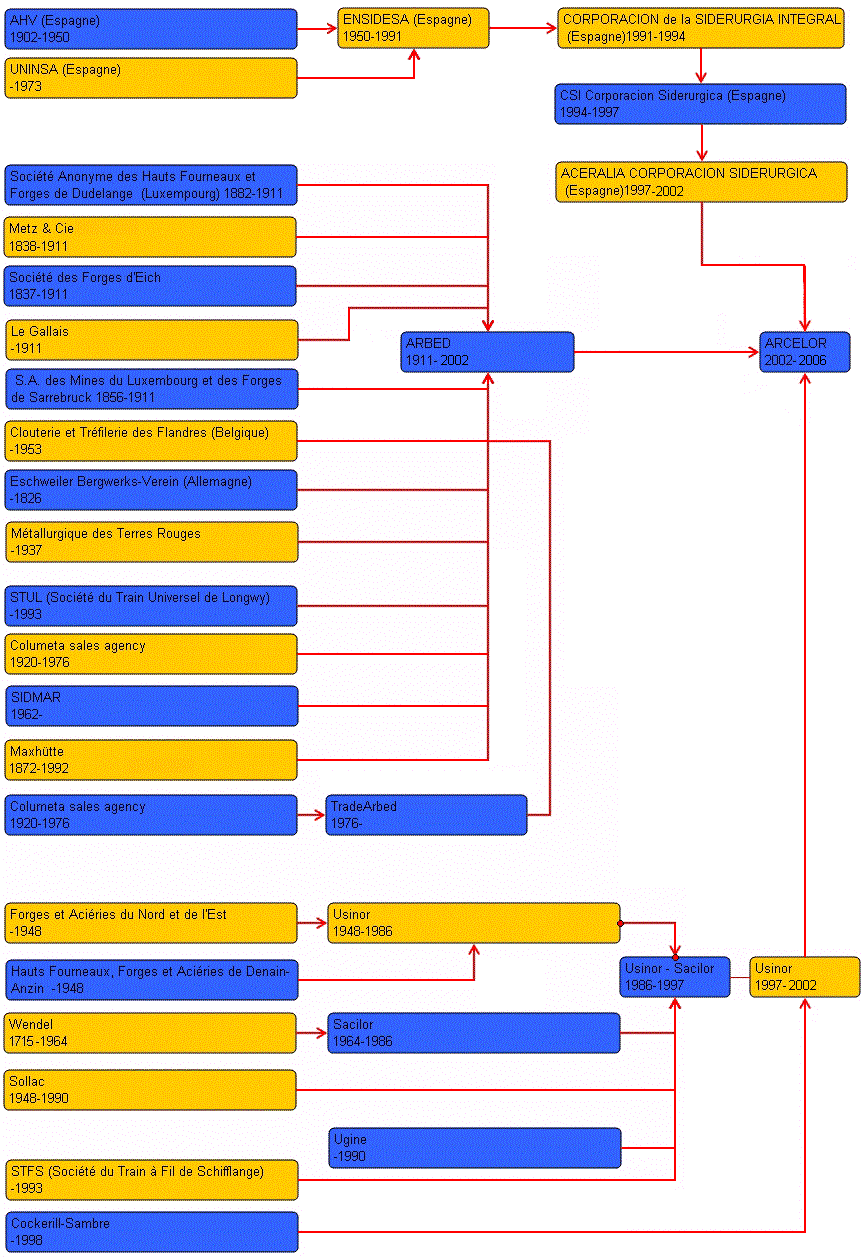
Fusions successives ayant donné naissance au groupe Arcelor

### Fusion initiale
Arcelor est né de la fusion d'Aceralia (Espagne), Arbed (Belgique-Luxembourg) et Usinor (France). La volonté de trois groupes européens était de mobiliser leurs synergies techniques, industrielles, commerciales, autour d'un projet commun, pour créer un leader mondial qui a pour ambition de s'affirmer comme une valeur de référence dans l'industrie de l'acier.
Le 19 février 2001, la fusion Usinor-Arbed-Aceralia est officiellement annoncée, le groupe est provisoirement nommé Newco. Le 21 novembre 2001, Commission européenne donne son accord à la fusion, à condition que soient vendues des usines pour le maintien de la concurrence. En France, les usines qui sont concernées sont celles : de Beautor, de Sollac Lorraine à Strasbourg et Cofrafer. Dans le reste de l'Europe, ce sont : LDD (Luxembourg), Galmed (Espagne), Lusosider (Portugal) et ISP Arvedi (Italie) . Le 12 décembre 2001, le nouveau groupe est officiellement baptisé Arcelor, ce nom est créé à partir des noms des 3 entreprises fondatrices. La fusion est devenue effective le 18 février 2002 avec la cotation en bourse de l'action Arcelor.

### Restructuration
Le 24 janvier 2003, le plan de restructuration Apollo est annoncé. Le volet Apollo Chaud prévoit la fermeture vers 2009/2010 des phases à chaud des sites continentaux de Liège, Florange et la fermeture d'un petit haut fourneau à Eisenhüttenstadt. Le volet Apollo Froid prévoit la centralisation de la production des aciers pour emballage sur Florange et la modernisation d'autres sites. Enfin, l'inox est recentré en Belgique à Charleroi, au détriment des aciéries de l'Ardoise et d'Isbergues

### Résistance en 2003 puis rebond
Début 2003, le marché subit une profonde dépression. Premier producteur mondial d'acier avec 42,8 millions de tonnes (4,5 % du marché mondial, Arcelor reste rentable (1,9 milliard d'euros de résultat d'exploitation en 2002) mais son action, jugée ultra-cyclique, s'effondre, avec le CAC 40, qui touche un plus bas depuis dix ans.
En juillet 2003, Arcelor cède Creusot Forge à la société Sfarsteel.
Alors qu'il craignait des pertes en 2003, le groupe réalise 14,5 milliards d'euros de bénéfice d'exploitation au cours des trois années suivantes, son chiffre d'affaires ayant progressé de 60 %, en partie grâce à la forte reprise des prix de l'acier. En 2006, il dépasse les 40 milliards de chiffre d'affaires et 15 milliards d'excédent brut d'exploitation.
Le 23 novembre 2005, Arcelor lance une offre d'achat sur la société canadienne Dofasco pour 4,3 milliards de dollars CA, puis relève son offre le 24 décembre 2005, à la suite d'une offre rivale de ThyssenKrupp AG.

### Rachat
Le 23 novembre 2005, Arcelor lance une offre d'achat de la société canadienne Dofasco pour 4,3 milliards de dollars CA. Le 24 décembre 2005, à la suite d'une offre supérieure de ThyssenKrupp AG pour Dofasco, elle bonifie son offre d'achat, qui passe à 3,65 milliards d'euros.
Le 27 janvier 2006, Mittal Steel Company lance une OPA/OPE de 18,6 milliards d'euros sur Arcelor.
Le 20 février 2006, Dofasco se rend à l'offre d'Arcelor. Pour interdire la revente du sidérurgiste canadien en cas d'éventuelle réussite de l'OPA de Mittal (déjà très présent aux États-Unis, Mittal a promis la revente de Dofasco à ThyssenKrupp), Dofasco est placé dans une structure indépendante, une fondation de droit néerlandais.
Le 19 mai 2006, Mittal Steel Company augmente son offre à 25,8 milliards d'euros pour acquérir Arcelor. Certains observateurs spéculent que Mittal tente de faire contrepoids à une prise de participation, dans Arcelor, du complexe sidérurgique russe Magnitogorsk.
Le 26 mai 2006, dans le but de contrer l'OPA hostile de Mittal, Arcelor annonce une fusion avec l'entreprise russe Severstal (qui obtient 32 % du capital), ce qui donnera naissance au numéro un mondial de l'acier. La transaction est estimée à 12 milliards d'euros.
Le 25 juin 2006, le mauvais accueil réservé à l'alliance avec le chevalier blanc Severstal amène Arcelor à négocier l'OPA hostile. L'OPA finale de la part de Mittal Steel Company se montant au total à 26,9 milliards d'euros (40,37 euros par action Arcelor) et des concessions, le conseil d'administration d'Arcelor accepte à l'unanimité cette offre. La création du groupe ArcelorMittal est annoncée.
Le 26 juillet 2006, compte tenu du résultat de l'offre publique de Mittal Steel visant les actions Arcelor, le Conseil Scientifique des Indices d'Euronext a décidé le retrait définitif de la valeur Arcelor des indices CAC40 et SBF 120.
Le 23 janvier 2007, la justice néerlandaise déboute Mittal dans sa tentative de dissoudre la fondation interdisant la revente de Dofasco à ThyssenKrupp. Après négociations et approbation des actionnaires et des instances gouvernementales, Dofasco intègre le nouveau groupe sous le nom d'ArcelorMittal Canada.

## Implantations
En 2002 par la fusion des trois sociétés, l'entreprise disposait de nombreux sites.
- Le Creusot
- Dunkerque
- Florange
- Fos-sur-Mer
- Gandrange
- Indre
- Rive-de-Gier

## Métiers
4 branches principales
Très présent en Europe de l'Ouest, le groupe était constitué autour :
- des aciers plats au carbone (tôles pour automobile, emballage, construction, électroménager)
- des produits longs (rails, poutrelles, barres)
- des aciers inoxydables
- de la transformation et de la distribution de produits métallurgiques

Principales filiales
- Acesita
- Acindar
- Arcelor packaging
- Arcelor Systems devenue IT Supply Western Europe (ITSWE) et, en 2010, IT FCE
- Arcelor Technologies
- Arcelor Auto
- Eko Stahl
- Industeel
- Stainless and Nickel Alloys devenue Aperam (pour Aperture ArcelorMittal)
- Sidmar
- Arcelor Atlantique et Lorraine (ex Sollac)
- Arcelor Méditerranée
- Trefilarbed
- Ugine&ALZ [U&A]
- Vega do Sul

Les zones à forte croissance (Europe de l'Est, Inde, Chine, et Turquie) constituaient l'essentiel du marché convoité. Le Brésil était un pays clé où l'ancien groupe Usinor avait construit des usines performantes exploitant le minerai de fer brésilien, d'excellente qualité.

## Gouvernance
Direction générale au 1er janvier 2006 
- Guy Dollé : président de la direction générale, CEO
- Michel Wurth : vice-président de la direction générale, DG Plats Carbone
- Roland Junck : vice-président, DG Longs Carbone
- Gonzalo Urquijo : CFO, DG Arcelor Steel Services

Le groupe Arcelor-Mittal fut sous la direction de Roland Junck entre le 4 août 2006 et le 6 novembre 2006, date à laquelle Lakshmi Mittal reprit la tête du groupe malgré ses promesses initiales.
Conseil d'administration 
- Joseph Kinsch, PDG
- José Ramón Álvarez Rendueles, vice-président du conseil

Directeur :
- H.R.H. Prince Guillaume de Luxembourg
- John Castegnaro
- Jean-Yves Durance
- Noël Forgeard
- Jean-Pierre Hansen
- Ulrich Hartmann
- Antoine Spillmann
- Hedwig De Koker
- Manuel Fernández López
- Michel Marti
- Daniel Melin
- Edmond Pachura
- Francisco Javier de la Riva Garriga
- Sergio Silva de Freitas
- Georges Schmit
- Fernand Wagner

Secrétaire-Général :
- Paul Junck

Répartition de l'actionnariat
| Principaux actionnaires        | Pourcentage des parts |
| ------------------------------ | --------------------- |
| Gouvernement luxembourgeois    | 5,60 %                |
| Corporation JMAC BV, Aristrain | 3,20 %                |
| Gouvernement wallon (sogepa)   | 3,20 %                |
| Carlo Tassara International    | 2,36 %                |
| Salariés                       | 2,00 %                |
| Autres                         | 82,34 %               |

Nombre d'actions au 30 septembre 2005: 639 774 327 actions. Les 85,7 % comprennent également les actions détenues par le groupe, estimées à 4,2 % par le journal Le Monde (Arcelor va tenter de résister à l'OPA hostile de Mittal - LeMonde.fr).

## Données chiffrées
Nombre d'employés par pays
| Pays       | Nombre de personnes employées |
| ---------- | ----------------------------- |
| Allemagne  | ?                             |
| Belgique   | 12 500                        |
| Espagne    | ?                             |
| France     | 30 000                        |
| Luxembourg | 6 400                         |
| Total      | 94 000                        |

| Années                        | 2002   | 2003   | 2004   | 2005   | 2006   |
| ----------------------------- | ------ | ------ | ------ | ------ | ------ |
| Chiffre d'affaires            | 27 512 | 25 923 | 30 180 | 32 611 | 40 611 |
| Résultat d'exploitation       | 1 978  | 2 228  | 4 341  | 5 641  | 4 454  |
| Résultat net – part du groupe | -121   | 257    | 2 314  | 3 846  | 3 007  |
| Fonds propres                 | _      | 8 140  | 12 320 | 17 633 | 22 086 |
| Dettes financières            | 5 993  | 4 400  | 2 520  | 1 257  | ND     |

Données boursières
- Actions cotées à la bourse de Paris
- Membre de l'indice CAC 40
- Code Valeur ISIN = LU0140205948
- Valeur nominale = euro
- Actionnaire principaux :
  - État Luxembourgeois 6 %

| Années                                       | 2004 | 2005   | 2006 |
| -------------------------------------------- | ---- | ------ | ---- |
| Nombre d'actions cotés en millions           | 00   | 639,77 | 00   |
| Capitalisation boursière en millions d'euros | 00   | 10 889 | 00   |
| Nombre de transactions quotidiennes          | 00   | 00     | 00   |